# Malo Ubeljsko
Malo Ubeljsko – wieś w Słowenii, w gminie Postojna. W 2018 roku liczyła 50 mieszkańców.